# Percy Fawcett
Percy Harrison Fawcett (født 18. august 1867 i Torquay, død 1925) var en britisk ingeniør og oberst. Han yndede også at være opdagelsesrejsende, og var meget interesseret i arkæologi. Han blev født i 1867 i Torquay, England. I 1925 var Fawcett og hans søn, samt sønnens bedste ven Raleigh, på en ekspedition i Brasilien, for at finde den sagnomspundne by Z. Fawcett havde før været på ekspedition her, første gang i 1906. Imidlertid vendte ingen af ekspeditionens deltagere hjem igen. Ingen har nogen sinde fundet spor af dem, og ingen har nogen anelse om, hvad der kan være hændt dem.